# GameCube

Logo konsoli

GameCube – konsola gier wideo szóstej generacji, wyprodukowana i wydana w 2001 przez japońskie przedsiębiorstwo Nintendo. Konsola, zgodnie z nazwą, ma kształt kostki, do której podłączane są kontrolery. Jest następczynią Nintendo 64.
Pierwsze pogłoski o konsoli, początkowo znanej pod nazwą roboczą Dolphin, ukazały się w 1999 roku. Po raz pierwszy konsola została pokazana na targach SpaceWorld w 2000 roku. Po wydaniu konsola, według oficjalnych danych Nintendo do końca marca 2008, została sprzedana w liczbie około 21,7 mln sztuk. W Polsce, do końca 2005 roku, było 15 000 użytkowników tejże konsoli, czyli tyle samo co posiadaczy Xboxa.

## Historia
W maju 1998 roku firma ArtX nawiązał współpracę z Nintendo, aby zaprojektować procesor graficzny o nazwie kodowej "Flipper" dla konsoli do gier wideo szóstej generacji Nintendo. Konsola przeszła przez serię nazw kodowych, w tym N2000, Star Cube i Nintendo Advance. 12 maja 1999 roku Nintendo publicznie ogłosiło konsolę podczas konferencji prasowej, nadając jej nazwę kodową "Dolphin" i pozycjonując ją jako następcę Nintendo 64. Ogłoszenie to ujawniło również strategiczne partnerstwo z IBM w celu stworzenia procesora Dolphin opartego na PowerPC o nazwie kodowej "Gekko" oraz z firmą Panasonic w celu opracowania napędu  dla konsoli. Po tym ogłoszeniu, Nintendo zaczęło dostarczać zestawy deweloperskie twórcom gier.W kwietniu 2000 roku ArtX zostało przejęte przez ATI, jednak projekt procesora graficznego został w niemal całości ukończony przez dotychczasowy zespół projektantów z ArtX. Konsola została ogłoszona ostatecznie jako GameCube na konferencji prasowej w Japonii 25 sierpnia 2000 roku. Natomiast sprzęt został wydany 14 września 2001 roku, na rodzimym rynku Nintendo. 5 Listopada konsola ukazała się w Ameryce Północnej, 3 maja w Europie, 4 maja w Polsce (dystrybutorem był Lukas Toys) i 17 maja w Australii. Nintendo wypuściło Wii, następcę GameCube'a, 19 listopada 2006 roku w Ameryce Północnej i w grudniu 2006 roku w innych regionach. W lutym 2007 roku Nintendo ogłosiło, że zaprzestało wsparcia dla GameCube i że konsola została wycofana z produkcji, ponieważ firma chciała skupić się na rozwoju platform Wii i Nintendo DS.

## Dane techniczne
GameCube ma następujące dane techniczne:
- Wymiary: 11,4 cm (wysokość) × 15 cm (szerokość) × 16 cm (grubość)
- Procesor: IBM PowerPC „Gekko” o częstotliwości 485 MHz
- Pamięć operacyjna: 24 MB RAM
- Procesor graficzny: Flipper 162 MHz
- Karta dźwiękowa: 16-bit DSP, 64 kanały, pamięć audio 16 MB
- Nośnik danych: Nintendo GameCube Disc, pojemność 1,5 GB

Wyjścia obrazu:
- Composite Video
- S-Video (tylko modele NTSC)
- RGB SCART (tylko modele PAL)
- Component Video / D-Terminal (modele z oznaczeniem DOL-001 za pośrednictwem DAC w kablu)